# Bhiwandi
Bhiwandi (pronunciaciónⓘ) es una ciudad en el distrito de Thane del estado de Maharashtra, en la división Konkan, ubicada a 20 km al noreste de Bombay y 15 km al noreste de la ciudad de Thane. La ubicación exacta de Bhiwandi es 19°17′48″N 19°17′48″N 73°03′47″E / 19.296664, 73.063121. La ciudad de Bhiwandi, la sede de la taluka de Bhiwandi, está bajo la administración de la Corporación Municipal de la Ciudad de Bhiwandi-Nizampur. La ciudad es parte de la aglomeración metropolitana del Gran Bombay. Según el censo de 2011, la población total de la Corporación Municipal Bhiwandi-Nizampur era 709,665.
Bhiwandi fue habitada inicialmente por los kolis y los konkanis que eran pescadores y vivían cerca de la costa del mar de konkan. Bhiwandi fue una vez una ciudad comercial, ya que tenía su propio puerto (bandargah) en Bunder Mohalla. Los mughals construyeron su eidgah en bhiwandi que se encuentra hasta hoy en eidgah road.

## Historia
La población total de la ciudad de Bhiwandi era aproximadamente medio millón en 2001. La mayor parte de la población forma la fuerza laboral de una serie de textiles y otras industrias. El primer telar textil fue establecido por Khan Saheb Samad Seth (ABDUS SAMAD MOMIN) en 1927. Dijo a la gente local que vendiera oro y comprara hierro. Su lema era "sona becho aur lokhand kharido" que significa invertir su dinero en telares de poder vendiendo los oros que tiene. Hoy en día, la ciudad de Bhiwandi tiene cerca de medio millón de telares de poder, aunque los telares manuales son pocos en número. No es de extrañar que Bhiwandi sea conocido como 'Manchester de la India'. La ciudad de Kolis era conocida con el nombre de Kolwan. Los pueblos tribales de la región de Konkan se llamaban Kolis y son pescadores tradicionales. Algunos de los barcos de pesca de madera tradicionales se pueden ver incluso hoy en el área de Bhiwandi.